# A magyar labdarúgó-bajnokság aranyérmes játékosainak listája: Y, Z, Zs
Az alábbi lista a magyar labdarúgó-bajnokság bajnokcsapatainak játékosait sorolja fel, Y, Z és Zs kezdőbetűvel, bajnoki cím száma, egyesületek és idények szerint.

## Y
| Játékos                | Bajnoki cím | Csapat(ok)    | Idény(ek)        |
| ---------------------- | ----------- | ------------- | ---------------- |
| Mbengono Andoa Yannick | 2           | Debreceni VSC | 2009–10, 2011–12 |

## Z
| Játékos              | Bajnoki cím | Csapat(ok)                              | Idény(ek)                                                                        |
| -------------------- | ----------- | --------------------------------------- | -------------------------------------------------------------------------------- |
| Vjatseslav Zahovaiko | 1           | Debreceni VSC                           | 2011–12                                                                          |
| Zakariás József      | 2           | MTK                                     | 1951, 1953                                                                       |
| Zámbó Sándor         | 9           | Újpesti Dózsa                           | 1969, 1970-tavasz, 1970–71, 1971–72, 1972–73, 1973–74, 1974–75, 1977–78, 1978–79 |
| Zavadszky Gábor      | 4           | 2 – Ferencváros 1 – Dunaújváros 1 – MTK | 1994–95, 1995–96 1999–00 2002–03                                                 |
| Zentai Gábor         | 3           | 1 – Ferencváros 2 – Újpest              | 1939–40 1945–46, 1946–47                                                         |
| Zelei Balázs         | 1           | Újpest                                  | 1997–98                                                                          |
| Zimmermann Tamás     | 1           | MTK                                     | 1996–97                                                                          |
| Zimonyi János        | 1           | Hungária                                | 1936–37                                                                          |
| Zircher György       | 1           | Bp. Honvéd                              | 1988–89                                                                          |
| Zombori Sándor       | 1           | Vasas SC                                | 1976–77                                                                          |
| Zombori Zalán        | 1           | Újpest                                  | 1997–98                                                                          |
| Zováth János         | 1           | Ferencváros                             | 2003–04                                                                          |

## Zs
| Játékos          | Bajnoki cím | Csapat(ok)                | Idény(ek)                              |
| ---------------- | ----------- | ------------------------- | -------------------------------------- |
| Zsengellér Gyula | 4           | Újpest                    | 1938–39, 1945-tavasz, 1945–46, 1946–47 |
| Zsiborás Gábor   | 1           | Ferencváros               | 1980–81                                |
| Zsidai László    | 1           | MTK                       | 2007–08                                |
| Zsigó N.         | 1           | MTK                       | 1913–14                                |
| Zsivóczky Gyula  | 2           | 1 – Újpesti Dózsa 1 – MTK | 1989–90 1996–97                        |
| Zsolnai Róbert   | 1           | Debreceni VSC             | 2006–07                                |